# Ontario (Califórnia)
Ontario é uma cidade localizada no estado norte-americano da Califórnia, no condado de San Bernardino. Foi incorporada em 10 de dezembro de 1891.
É a cidade natal de Landon Donovan.

## Geografia
De acordo com o United States Census Bureau, a cidade tem uma área de 332,5 km², onde 323,3 km² estão cobertos por terra e 9,2 km² por água.

## Demografia
Segundo o censo nacional de 2010, a sua população é de 163 924 habitantes e sua densidade populacional é de 1 267,35 hab/km². Possui 47 449 residências, que resulta em uma densidade de 366,84 residências/km².